# Anstalten Karlskoga
Anstalten Karlskoga är ett fängelse 3 km väster om centrala Karlskoga. Det är en sluten anstalt (klass 2) för män med 140 platser och 127 heltidsanställda. Anstalten byggdes 1984 och byggdes ut 1994.
Anstalten togs i bruk 1984 och hade då 44 platser. År 1994 byggdes en ny avdelning och ytterligare 32 platser tillkom. På anstalten finns bland annat mekanisk verkstad, småindustri och skola.